# توم كريستيان ميركينس
توم كريستيان ميركينس (بالألمانية: Tom Christian Merkens)‏ هو لاعب كرة قدم ألماني في مركز الوسط، ولد في 20 يناير 1990 في ألمانيا. لعب مع نادي أوسنابروك وهانوفر 96.

## وصلات خارجية
- توم كريستيان ميركينس على موقع قاعدة بيانات كرة القدم.إي يو (الإنجليزية)
- توم كريستيان ميركينس على موقع بيانات كرة القدم. دي إي (الألمانية)
- توم كريستيان ميركينس على موقع عالم كرة القدم.نت (الإنجليزية)